# اچ‌ام‌اس سیریوس (۱۷۸۶)
اچ‌ام‌اس سیریوس (۱۷۸۶) (به انگلیسی: HMS Sirius (1786)) یک کشتی است. این کشتی در سال ۱۷۸۰ ساخته شد.